# 장김치
간장김치는 한국의 전통 궁중 김치이다. 예로부터 궁에서 담가 먹었다 하여 궁중 김치라 불린다. 소금과 고추가루를 사용하지 않고 간장으로 간을 맞추어 담그는 물김치이다.

## 종류
- 벼락김치: 무나 배추를 간장에 절여 당장 먹을 수 있도록 만든 김치
- 장통김치: 통배추를 간장에 절여서 온갖 고명을 하고, 간장으로 간을 맞추어 익힌 김치

## 만드는 방법
1. 무와 배추를 나박하게 썬다
2. 밤, 잣, 은행, 호두 등의 견과류와 사과, 배, 당근, 고구마, 대추, 실고추 등의 과채류를 다듬어 무배추와 비슷한 크기로 나박썬다.
3. 오래 두고 먹을 것이 아니면 낙지나 굴 같은 해산물을 넣어도 좋다.
4. 무와 배추를 섞은 뒤 재료가 잠길 정도의 간장(조선간장이 좋으나 진간장도 괜찮다.) 에 붓고 1~2시간 동안 절인다.
5. 무와 배추가 충분히 절여지면 간장을 따라내서 동량의 끓여서 식힌 물과 섞는다. (취향에 따라, 그리고 보존기간에 따라 물의 양을 조절한다.)
6. 모든 재료를 고루 섞은 뒤 간장물을 부어 며칠간 숙성시킨다.

젓갈과 고춧가루를 쓰지 않고 견과류 등의 비싼 재료가 들어가므로 추석이나 설에 주로 담가 먹는다.

## 먹는 방법
김치이기도 하지만 피클과 유사한 상큼한 맛이 나므로 빵이나 면, 그리고 느끼한 고기요리 등에 매우 잘 어울린다. 담백한 밥이나 면요리에는 오히려 어울리지 않는다.

## 같이 보기
- 동국세시기(東國歲時記)